# Algéria címere

Algéria címere

Algéria címere egy fehér korong, amelynek közepén Fátima (Mohamed próféta lánya) kezét ábrázolták, ami az áldás és a boldogság jele. Mögötte a Nap kel fel. A kéz alatt a félhold és a csillag látható, mellette pedig egy búzaszál, olajág, valamint ipari létesítmények vannak. A korong körül az ország neve (Algériai Népi Demokratikus Köztársaság – al-Dzsumhúrija al-Dzsazáirijja ad-Dimukrátijja as-Suúbijja) olvasható, mely az 1980-as évek óta csak arabul van ráírva a címerre.

## Galéria

Francia Algéria (1830-1962)
Algériai köztársaság címere (1962-1971)
Algériai köztársaság logója (1971-1976)